# Патрік Маккорт
Патрік Маккорт (англ. Patrick McCourt, нар. 16 грудня 1983, Деррі) — північноірландський футболіст, півзахисник клубу «Лутон Таун» та національної збірної Північної Ірландії.

## Клубна кар'єра
Народився 16 грудня 1983 року в місті Деррі. Вихованець футбольної школи клубу «Фойл Гарпс», з якої 2000 року потрапив в академію англійського «Рочдейла». Дорослу футбольну кар'єру розпочав 2001 року в основній команді того ж клубу, в якій провів чотири сезони, взявши участь у 79 матчах чемпіонату.
Згодом з 2005 по 2008 рік грав в Ірландії у складі клубів «Шемрок Роверс» та «Деррі Сіті», вигравши з другим кубок Ірландії та три кубки ліги.

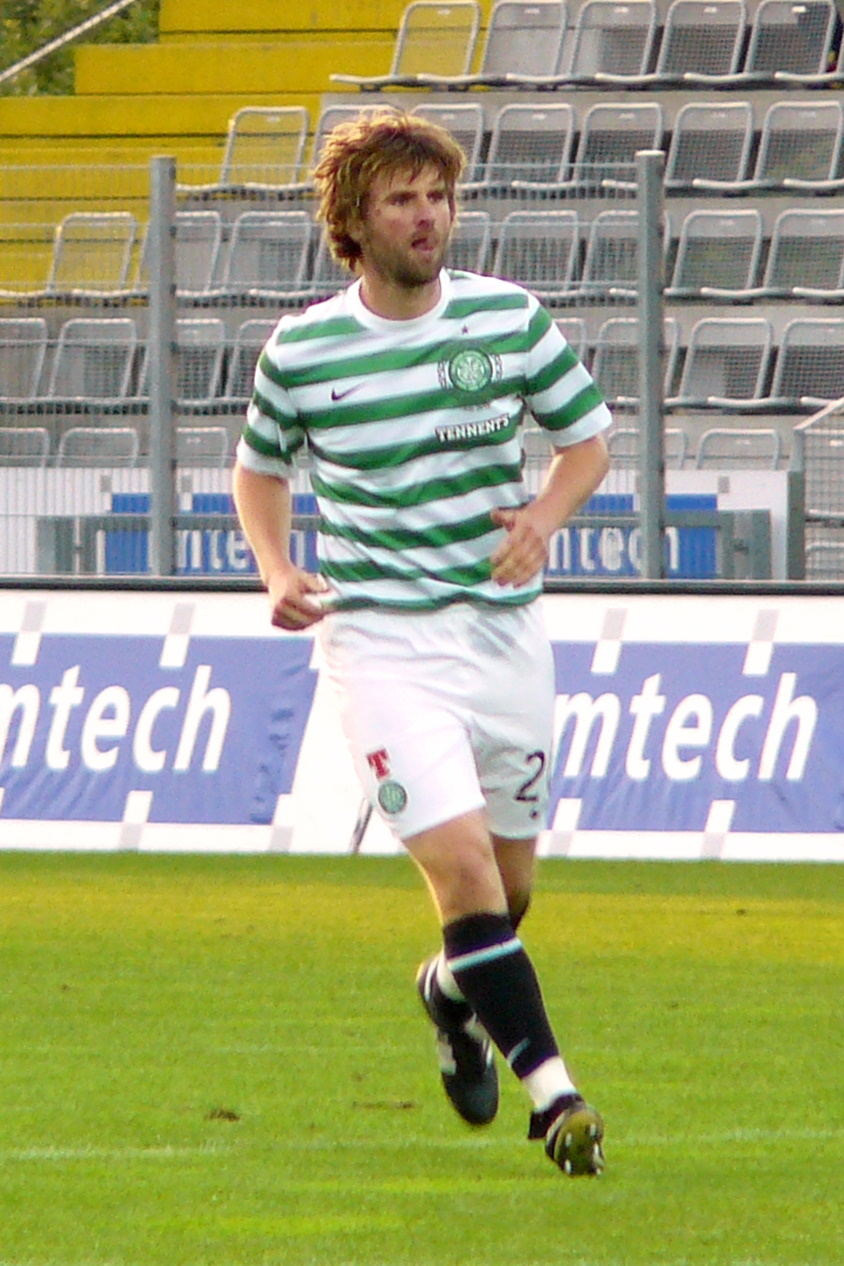
Патрік Маккорт під час виступів за «Селтік». 17 липня 2012 року.

Своєю грою за останню команду привернув увагу представників тренерського штабу шотландського «Селтіка», до складу якого приєднався в червні 2008 року за 200 тис. фунтів. Відіграв за команду з Глазго наступні п'ять сезонів своєї ігрової кар'єри. За цей час двічі ставав чемпіоном Шотландії, а також два рази вигравав Кубок Шотландії та один раз кубок ліги.
Влітку 2013 року став гравцем англійського «Барнслі», проте за підсумками сезону 2013/14 клуб зайняв передостаннє 23 місце та покинув Чемпіоншіп. Після цього Маккорт до іншого клубу другого за рівнем дивізіону Англії — «Брайтон енд Гоув», але закріпитись в команді не зумів і другу половину сезону на правах оренди провів в «Ноттс Каунті», що виступав у Першій лізі Англії і за підсумками сезону зайняв 21 місце та вилетів до четвертого за рівнем дивізіону Англії.
В липні 2015 року підписав дворічний контракт з іншим клубом Другої ліги Англії «Лутон Таун». Відтоді встиг відіграти за команду з Лутона 3 матчі в національному чемпіонаті.

## Виступи за збірні
Протягом 2002–2004 років залучався до складу молодіжної збірної Північної Ірландії. На молодіжному рівні зіграв у 9 офіційних матчах, забив 1 гол.
2002 року дебютував в офіційних матчах у складі національної збірної Північної Ірландії. Наразі провів у формі головної команди країни 17 матчів, забивши 2 голи.

## Титули і досягнення
- Володар Кубка Ірландії (1):

«Деррі Сіті»: 2006
- Володар кубка ірландської ліги (3):

«Деррі Сіті»: 2005, 2006, 2007
- Чемпіон Шотландії(2):

«Селтік»: 2011-12, 2012-13
- Володар Кубка Шотландії (2):

«Селтік»: 2010-11, 2012-13
- Володар Кубка шотландської ліги (1):

«Селтік»: 2008-09